# باری ام آزبرن
باری ام آزبرن (انگلیسی: Barrie M. Osborne؛ زادهٔ ۷ فوریهٔ ۱۹۴۴) یک تهیه‌کننده، و کارگردان اهل ایالات متحده آمریکا است.
وی همچنین برنده جوایزی همچون جایزه اسکار بهترین فیلم شده است.